# Sunbaker

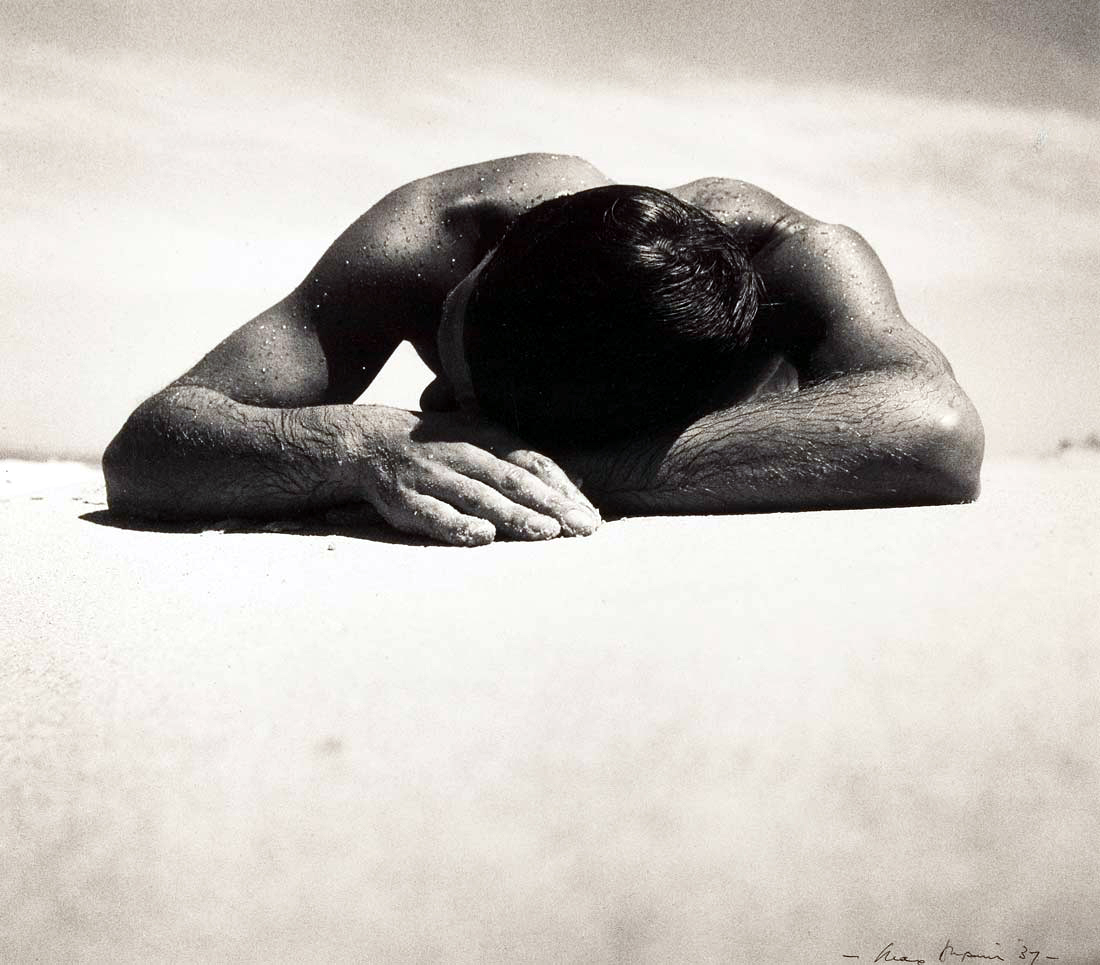
Max Dupain: Sunbaker (1937), pozitiv byl pořízen r. 1975, velikost obrazu 38.6×43.4 cm, s rámečkem 52.8×55.0 cm, sbírka Australská národní galerie, Canberra

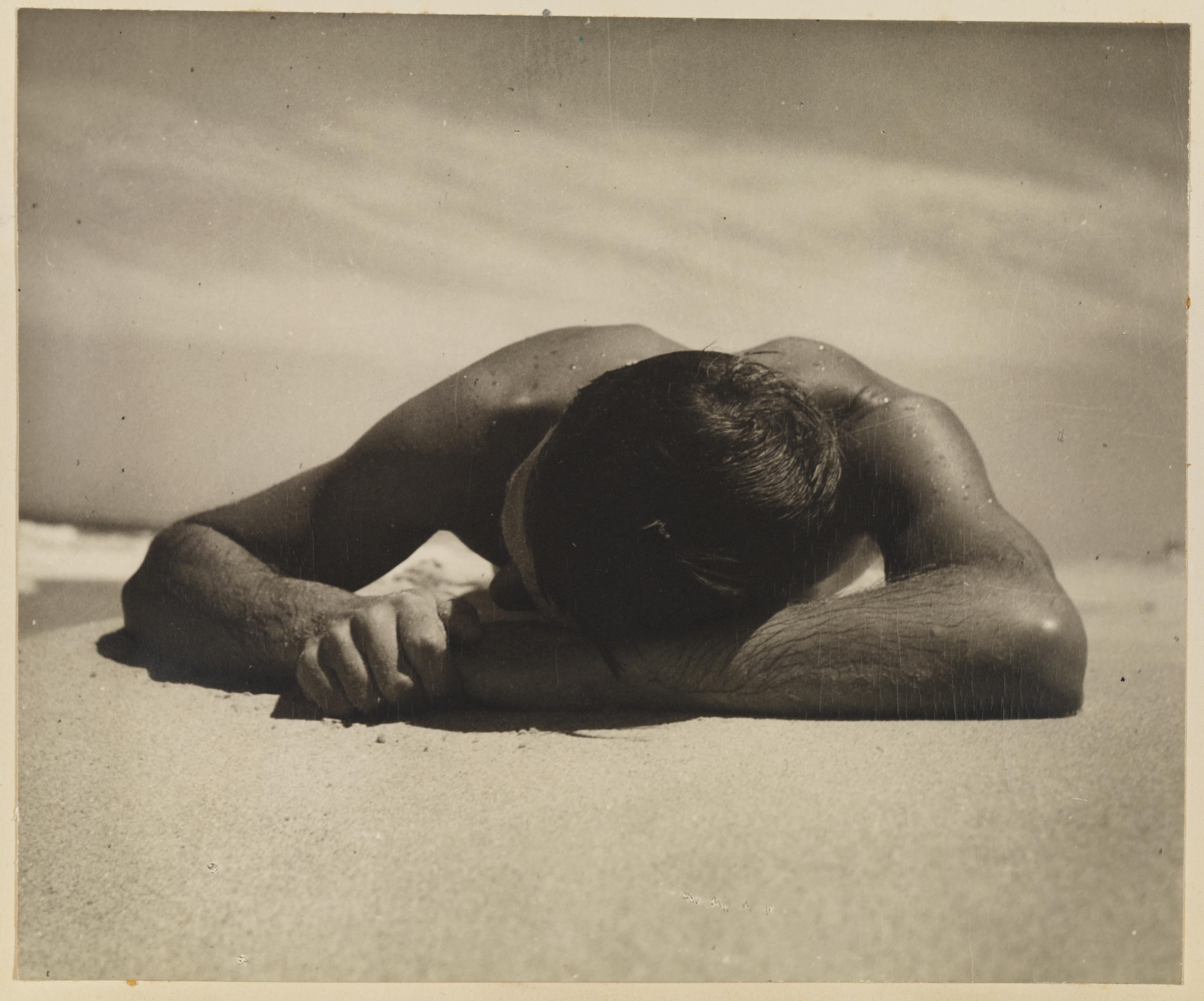
Sunbaker, první verze, Max Dupain, 1937-1948 stříbro-želatinový tisk z negativu, 1937, State Library of New South Wales

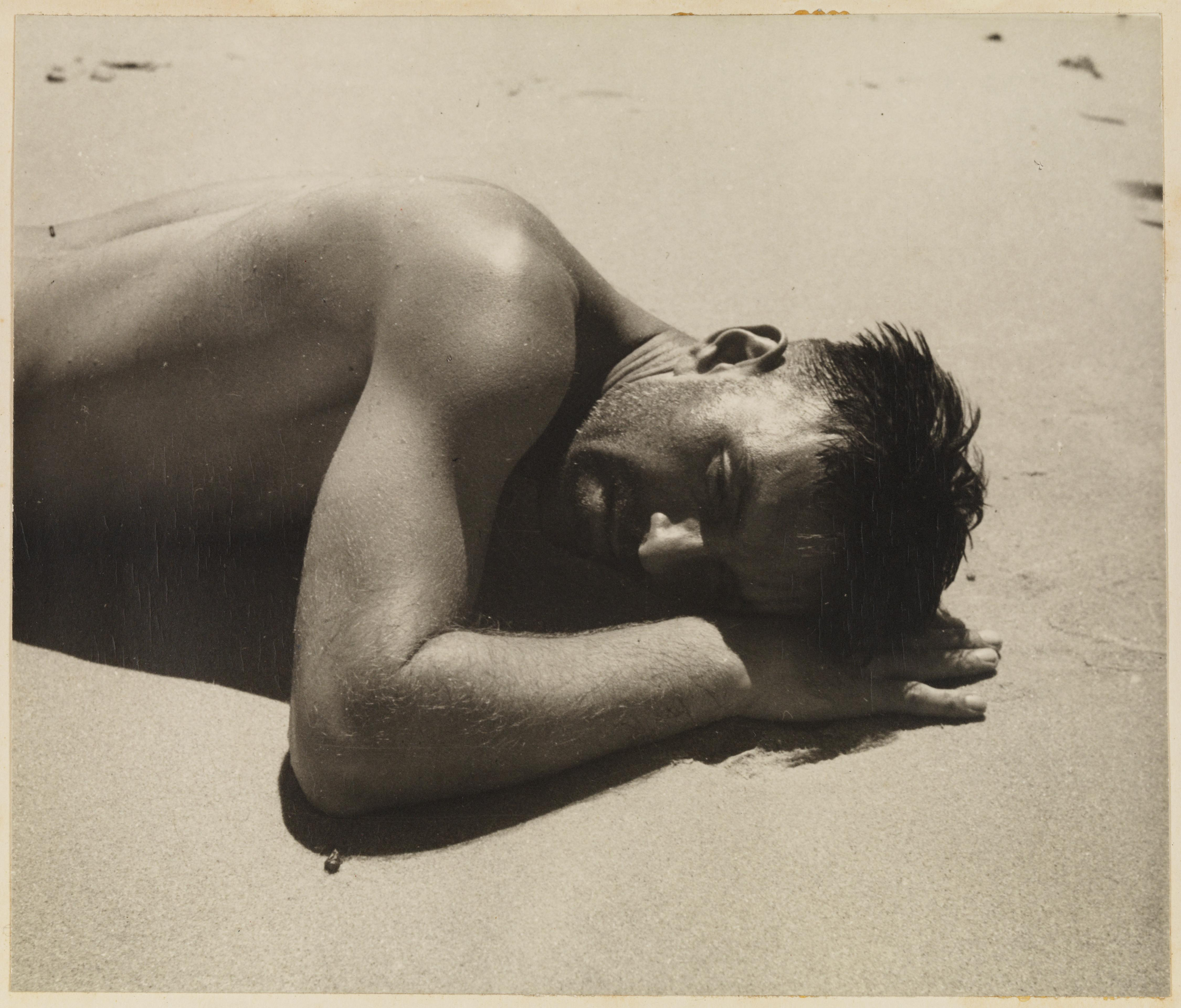
Jiná varianta slunícího se muže

Sunbaker (angl. sunbaked = vysušený sluncem, vyprahlý) je název snímku australského modernistického fotografa Maxe Dupaina. Černobílá fotografie zobrazuje hlavu a ramena muže ležícího na pláži, zabraného z nízkého obrazového úhlu. Fotografie byla popisována jako „ryze australská“ a "byla pravděpodobně nejvíce široce uznávaná ze všech australských fotografií" a samozřejmě také Dupainovou nejslavnější fotografií. Negativ fotografie pořídil v roce 1937, ale snímek samotný mohl získat uznání až v polovině 70. let, neboť teprve v roce 1975 pořídil z negativu první zvětšeninu. Tu koupila v roce 1976 Australská národní galerie v Canbeře a Sunbaker se stal ikonickým národním obrazem. Další kopie je umístěna ve sbírce muzea Art Gallery of New South Wales v Sydney.

## Kompozice
| „            | Byla to jednoduchá záležitost. Tábořili jsme u jižního pobřeží a jeden z mých přátel si odskočil, praštil se surfem na pláž, aby se nechal „spražit od slunce“ - úžasné. Udělali jsme myslím fotografii, která byla ikonou australského způsobu života. | “ |
| — Max Dupain | |   |

Na snímku je zachycena hlava a ramena muže ležícího na břiše na písku. Hlavu má nakloněnou na levou stranu a opřenou na jedné ruce, druhou rukou má položenou na písku před sebou. Fotografie je zabrána z velmi malého úhlu a z čela, takže nic dalšího z fotografovaného subjektu být viděn nemůže. Slunce se zdá být téměř přímo nad hlavou a vrhá část předmětu do hlubokého stínu, zatímco se odráží v kapkách vody na rukou a zádech. Předmět kompozičně zabírá horní polovinu snímku, dolní polovina se skládá ze světlých tónů prázdného místa na písku. Obraz může být charakterizován jako „jednoduchá pyramidální forma umístěná na obzoru“.
Dupain pořídil fotografii v roce 1937 na pláži Culburra Beach v New South Wales v malém městečku v New South Wales South Coast. Muž na snímku je Harold Salvage (1905-1991) britský stavebník, který byl součástí skupiny přátel na cestě za surfováním. Nejznámější verze snímku nebyla vytištěna až do retrospektivy Dupainova díla v roce 1975.

## Přijetí a odkaz
| „                | Sunbaker je více než jen mladý muž opalující se na pláži. Stal se kultem, symbolem těla v kontaktu s původními silami. Jedná se o elementární ozdravující síly a tělo na pláži dostává energii ze země, slunce a vody | “ |
| — Isobel Crombie | |   |

Fotografie byla popisována jako „pravděpodobně nejznámějších a nejobdivovanější fotografie v Austrálii“ a „pravděpodobně nejvíce široce uznávaná australská fotografie“.
Snímek byl vnímán jako inspirace modernistických evropských fotografů, „větším zájmem o abstraktní formu než o popisnou fotografii“. Obraz se „stal součástí vědomí Australanů - symbolizující zdraví, vitalitu, lásku k přírodě, sportu a relaxaci“..
Isobel Crombie, hlavní kurátorka fotografie National Gallery of Victoria tvrdí, že nejen toto dílo, ale dlouhá řada Dupainových snímků z 30. let, poukazuje na to, že byly pod vlivem eugeniky, vitalismu a „kultury těla“. Crombie uvádí: "Většina z nás považuje Dupaina za striktního, jasného modernistu... Ale je tu celá řada děl ... silně ovlivněných myšlenkou regenerace cestou revitalizace těla." Crombie se domnívá, že Dupainovo dílo z tohoto období, včetně Sunbakera reprezentuje "rasový archetyp" ideálního Australana.
| „                  | Jak bychom měli tuto fotografii zařadit do dějin? Je to dílo ze 30. nebo ze 70. let? Možnou odpovědí je, že spadá do obou - zde právě spočívá složitost fotografie jako historické entity. Tak jako řada dalších fotografií ... nemá ani Sunbaker žádný pevný okamžik původu. Jako obraz existuje pouze díky neustálému konstruování, permanentnímu utváření a přetváření se všemi odbočkami a zákruty na své nepředvídatelné cestě časem a prostorem. Jak máme vytvořit dějiny fotografie, jež by tento druh časové komplexity zohlednily? | “ |
| — Geoffrey Batchen | |   |